# Jérôme Lorant
Pour les articles homonymes, voir Lorant.
Jérôme Lorant, né le 5 avril 1961 à Palaiseau (Seine-et-Oise), est un footballeur français évoluant au poste de défenseur.

## Biographie
Après être passé à Villebon sur Yvette puis dans le club de sa ville natale, Palaiseau, Jérôme Lorant rejoint le Paris Saint-Germain. Il poursuit sa carrière à l'AJ Auxerre de 1979 à 1984, puis au Nîmes Olympique pour une saison. 
Toujours pour une saison, Lorant porte le maillot de l'Olympique de Marseille avec lequel il joue la finale de la Coupe de France de football 1985-1986, perdue face aux Girondins de Bordeaux sur le score de 2 buts à 1. Sa carrière s'achève à l'AS Aix-en-Provence en 1987.